# Wieża widokowa na Grodziszczu
Wieża widokowa na Grodziszczu (niem. Ruine Eckersdorf, Ruinen Berg, Eckardsturm) – wzniesiona w 1813 na Grodziszczu w południowo-zachodniej Polsce, w południowej części Wzgórz Włodzickich położonych w Sudetach Środkowych.

## Położenie
Wieża znajduje się pomiędzy Gorzuchowem Kłodzkim i Bożkowem w województwie dolnośląskim, w powiecie kłodzkim. Po południowo-zachodniej stronie u podnóża wzniesienia przebiega linia kolejowa Wałbrzych – Kłodzko.

## Historia
Sztuczna ruina imitująca zamek wybudowana przez hrabiego Antona Aleksandra von Magnisa jako czterokondygnacyjna wieża widokowa z 1813 r. z ciosanego kamienia z pobliskich kamieniołomów, zwieńczona tarasem widokowym. Na parterze znajdowała się kuchnia, a na poszczególnych piętrach: salon i sypialnia. Pod koniec XIX w. przy wieży powstały dwa drewniane kioski z artykułami dla turystów. Obecnie ruiny oraz baszta są zaniedbane. Zawalił się zmurszały dach, połamały się kręte schody. Z zewnątrz można zobaczyć kunsztowną konstrukcję budowli z łamanego kamienia. Fundamenty oraz przybudówki ze ścianami kojarzą się ze średniowiecznym zamczyskiem. Na ścianach widać ślady schodów oraz wejścia do nieistniejących pokoi przyklejonych do baszty.
Budowla na Grodziszczu jest jedną z kilku wież widokowych w Sudetach Środkowych. Inne znajdują się na: Górze Świętej Anny, Górze Wszystkich Świętych, Kalenicy, Wielkiej Sowie, Włodzickiej Górze oraz w Suszynie.